# Josep Borrell
Josep Borrell Fontelles (pron. catalana occidentale: [ʒoˈzɛb boˈreʎ fonˈteʎes]; La Pobla de Segur, 24 aprile 1947) è un politico, ingegnere aeronautico, economista e docente spagnolo, membro del PSOE (e dunque del Partito Socialista Europeo). È stato dal 1º dicembre 2019 al 1º dicembre 2024 Alto rappresentante dell'Unione per gli affari esteri e la politica di sicurezza. È stato Presidente del Parlamento europeo dal 2004 al 2007, nonché ministro degli affari esteri, dell'Unione europea e della cooperazione del Governo spagnolo dal 2018 al 2019.
Nel 2015 Josep Borrell ha pubblicato insieme ad un altro economista catalano, Joan Llorach, un libro dal titolo Las cuentas y los cuentos de la independencia, in cui contesta le tesi indipendentiste, soprattutto sotto il profilo economico.

## Biografia
Nato nel 1947 nel villaggio di La Pobla de Segur, provincia di Lleida, vicino ai Pirenei, figlio di Joan Borrell e Luisa Fontelles Doll. È cresciuto anche nel villaggio, dove suo padre possedeva una piccola pasticceria. I nonni paterni erano migranti catalani in Argentina, dove avevano aperto una panetteria nella città di Mendoza, vicino al Parco Generale San Martín. Erano poi tornati in Spagna, poco prima dello scoppio della guerra civile spagnola, quando Joan Borrell aveva 8 anni.
Dopo aver completato l'istruzione primaria, l'ubicazione remota del villaggio ha costretto Josep Borrell a studiare a casa con l'aiuto della madre e di un insegnante in pensione, sostenendo poi gli esami di maturità al liceo di Lleida. Ha continuato l'istruzione superiore grazie a numerose borse di studio, tra cui la Fondazione March e il Programma Fulbright. Nel 1964 si è trasferito a Barcellona per studiare ingegneria industriale, ma se ne è andato dopo un anno, nel 1965, per studiare ingegneria aeronautica all'Università Politecnica di Madrid dove si è laureato nel 1969. Nell'estate del 1969 Borrell ha lavorato come volontario presso il Gal On kibbutz in Israele, dove ha incontrato quella che sarebbe diventata sua moglie, la francese Caroline Mayeur, da cui ora è divorziato. Nel 1975 ha conseguito il dottorato in scienze economiche presso l'Università Complutense di Madrid. Ha completato gli studi post laurea in matematica applicata (presso l'Università di Stanford in California) e gestione energetica (presso l'Institut Français du Pétrole di Parigi).
Negli anni 1969-1982 ha lavorato come docente accademico, era decano (in Spagna è la carica equivalente a quella di Preside) della facoltà economica dell'Università Complutense di Madrid.
A partire dal 2010 è diventato presidente dell'Istituto Universitario Europeo a San Domenico di Fiesole, ruolo ricoperto fino al giugno 2012.

### Attività politica

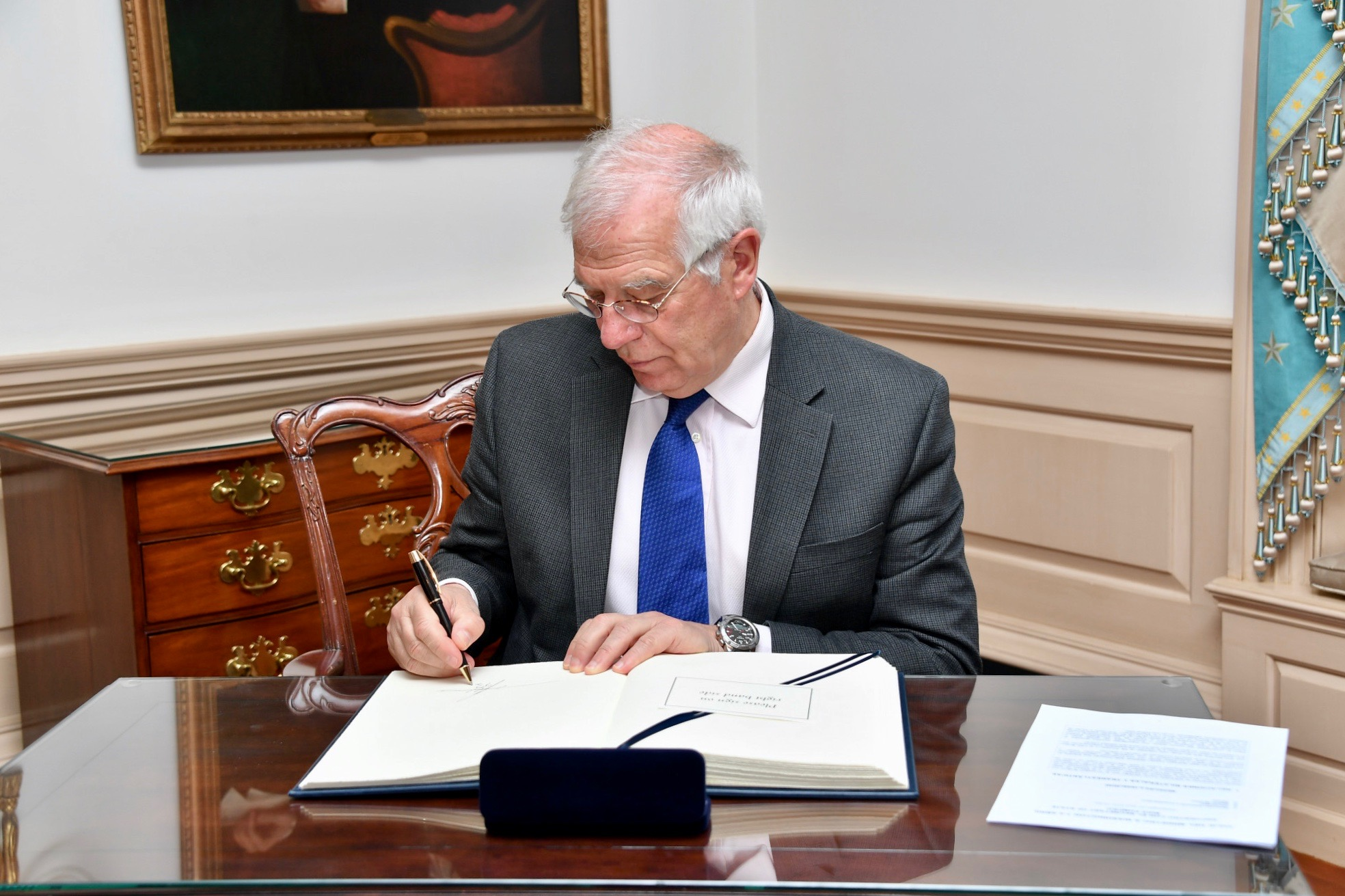
Josep Borrell firma il libro degli ospiti del segretario di Stato USA Mike Pompeo prima del loro incontro, 1º aprile 2019

Militante nel Partito Socialista Operaio Spagnolo (PSOE) dal 1975. Fu consigliere di Madrid e membro del parlamento regionale (dal 1979 al 1982). Negli anni 1986-2004 ha fatto parte del Congresso dei Deputati. È stato Segretario di Stato presso il Ministero delle Finanze (1984-1991), ministro dei lavori pubblici e dei trasporti (1991-1993) e ministro dei lavori pubblici, dei trasporti e dell'ambiente (1993-1996) nei governi di Felipe González. In seguito fece parte della Convenzione europea.
Il 20 luglio 2004 è stato eletto presidente del Parlamento europeo a seguito delle elezioni del giugno 2004. Si è unito al Gruppo Socialista.
Dal 7 giugno 2018 al 30 novembre 2019 è stato Ministro degli affari esteri, Unione europea e cooperazione nel Governo Sánchez I.
Il 2 luglio 2019 è stato proposto come Alto rappresentante dell'Unione per gli affari esteri e la politica di sicurezza. L'incarico comprende anche responsabilità addizionali nell'aiuto umanitario, nel supporto delle politiche di sviluppo in Africa e nell'immigrazione.
Il 18 luglio 2019 ha acquisito la doppia cittadinanza, spagnola e argentina, in omaggio al padre che era nato con quella cittadinanza.

### Alto rappresentante dell'Unione per gli affari esteri e la politica di sicurezza
Il 1º dicembre 2019 assume ufficialmente l'incarico di Alto rappresentante dell'Unione per gli affari esteri e la politica di sicurezza nella Commissione von der Leyen.
Durante il suo mandato è stato il primo alto funzionario dell'Unione europea dal 2017 a fare una vista ufficiale in Russia, per chiedere la liberazione di Aleksej Naval'nyj, imprigionato per ragioni politiche, e tentare aprire un dialogo tra Unione europea e Russia. Durante la sua visita, il ministro degli esteri Sergej Lavrov ha espulso tre funzionari diplomatici europei, ritenuti non graditi, per aver partecipato alle proteste pubbliche antigovernative in sostegno di Naval'nyj.
Il 13 ottobre 2022, parlando alla cerimonia di inaugurazione dell'Accademia diplomatica europea a Bruges, in Belgio, Borrell ha dichiarato che "l'Europa è un giardino e il resto del mondo è una giungla". Ha aggiunto che il giardino potrebbe essere invaso dalla giungla e che i giardinieri dovrebbero recarsi lì per difenderlo.  Il 18 ottobre, in risposta ai suoi commenti, il Ministero degli Affari Esteri degli Emirati Arabi Uniti ha convocato il capo ad interim della missione dell'UE negli Emirati Arabi Uniti per spiegare le osservazioni di Borrell, affermando che le osservazioni erano "inappropriate e discriminatorie" e "contribuiscono a un peggioramento del clima di intolleranza e discriminazione in tutto il mondo”.

## Opere
È autore delle seguenti opere:
- Métodos matemáticos para la economía. Programación matemática (1987) Ediciones Pirámide
- El modelo dinámico multisectorial de crecimiento económico, empleo y redistribución de la renta (1981), con Antonio Abadía y O. Fanjul
- Al filo de los días (1998)
- Hacia una nueva concepción del control del gasto público (1988)
- La república de Taxonia (1992)
- Construyendo la Constitución Europea (2003), con Carlos Carnero y Diego López Garrido; edición coordinada por Ramón Suárez Vázquez
- Parlamentos y regiones en la construcción de Europa (2003)
- Cambio climático, comercio de emisiones y otros desafíos del siglo XXI (2011)
- La crisis del Euro. De Atenas a Madrid (2012), con Andreu Missé
- Las cuentas y los cuentos de la independencia (2015) con Joan Llorach
- Los idus de octubre: Reflexiones sobre la crisis de la socialdemocracia y el futuro del PSOE (2017)